# Ratsat
Ratsat, nebo také DemoSat byla 165 kilogramů vážící hmotnostní maketa, která byla vynesena při čtvrtém letu Falconu 1, ten byl prvním úspěšným letem této rakety. Vynesení Ratsatu se stalo prvním vynesením nákladu na oběžnou dráhu pomocí nosiče na kapalné palivo, který byl financován čistě ze soukromých zdrojů. Ratsat zůstal po dosažení nízké oběžné dráhy upevněn ke druhému stupni. Má tvar šestihranného hranolu dlouhého 1,5 metru.

## Přípravy
Když byl krátce poté, co se nepodařil třetí let, poprvé v srpnu 2008 oznámen čtvrtý let, start byl plánován na září. Raketa, která byla použita k provedení zkušebního letu, byla původně postavena pro vynesení družice RazakSAT. Testovací let byl před něj zařazený proto, protože Astronautic Technology Sdn Bhd (ATSB) vyžadovala úspěšný let, který měl být proveden dříve, než se přejde k vynesení družice RazakSAT.
Harmonogram zanechal velmi málo času pro úpravy a testování. Tato raketa byla odeslána do zkušebních závodů společnosti v Texasu, kde byla po méně než 24 hodinách certifikována ke startu. Společnost SpaceX pronajala mezi 3. a 4. zářím letadlo C-17 letectva Spojených států, které přepravilo oba stupně rakety na vzdálenost 9 700 km, na startovní zařízení na atolu Kwajalein. Raketa Falcon 1 prodělala 20. září úspěšně testovací zážeh. Start se plánoval na 23. září, ale pozemní personál musel nahradit část potrubí dodávajícího kapalný kyslík do motoru Kestrel na druhém stupni. Tato práce odložila start na 28. září.

## Start

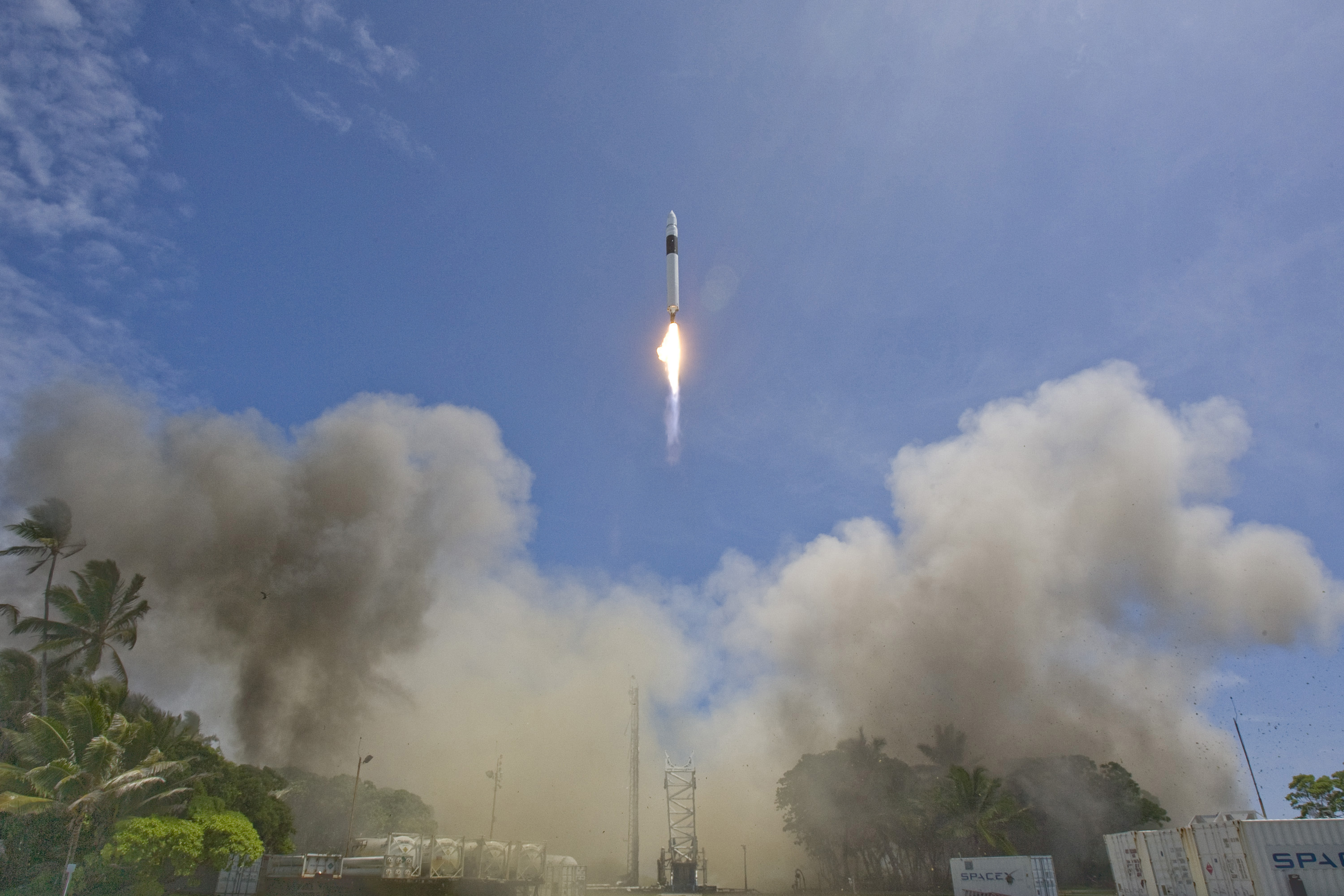
Vzlet rakety Falcon 1

Start se uskutečnil na ostrově Omelek, který je součástí atolu Kwajalein na Marshallových ostrovech, v 23:15 UTC 28. září. Pokud by byl start odložen, mohl proběhnout ještě 1. října. Devět minut a 31 sekund po startu, když druhý stupeň dosáhl oběžné dráhy, se vypnul motor druhého stupně Původní oběžná dráha byla přibližně 330 x 650 km. Po přeletové části se druhý stupeň znovu zažehl a zakulatil oběžnou dráhu na 621 x 643 km, se sklonem 9,35 °.
Jednalo se o první úspěšný start Falconu 1 a první úspěšné vynesení nákladu na oběžnou dráhu pomocí nosné rakety s tekutými pohonnými látkami, která byla financovaná ze soukromých zdrojů.
Raketa měla stejnou trajektorii jako předchozí let, který nedokázal umístit na oběžnou dráhu satelity Trailblazer, NanoSail-D, PRESat a Celestis Explorer. Na raketě nedošlo k žádným zásadním změnám, kromě prodloužení doby mezi vyhořením prvního stupně a oddělením stupně druhého. Tato drobná změna řešila problém, který se vyskytl při předchozím letu, kdy se druhý stupeň oddělil, ale první měl ještě natolik vysoký zbytkový tah, že do druhého stupně narazil.
Ačkoli SpaceX zamýšlela znovupoužitelnost prvních stupňů Falconu 1, tak při tomto letu se to nepodařilo. Záchrana prvního stupně nebyla primárním cílem počátečních letů. SpaceX využívá postupný vývojový proces pro řešení projektových problémů a Elon Musk uvedl, že pravděpodobnost úspěšné záchrany by se zvýšila s následujícími lety. Nicméně Falcon 1 byl po pátém startu vyřazen z provozu. První stupeň se SpaceX podařil zachránit až při dvacátém letu Falconu 9, 22. prosince 2015.